# Illoud
Illoud (Illoud) ist eine französische Gemeinde mit 199 Einwohnern (Stand: 1. Januar 2022) im Département Haute-Marne in der Region Grand Est (bis 2015 Champagne-Ardenne). Sie gehört zum Arrondissement Chaumont und ist Sitz des Gemeindeverbandes Meuse Rognon. Die Bewohner werden Illoudiens genannt.

## Geografie
Die Gemeinde Illoud liegt in der Landschaft Bassigny am Nordostrand des Plateaus von Langres in einem Seitental der oberen Maas, etwa 22 Kilometer südwestlich von Neufchâteau und 40 Kilometer nordöstlich von Chaumont. Das 13,85 km² umfassende Gemeindegebiet ist gekennzeichnet durch eine Mischung von Wäldern an den Berghängen, Äckern auf den höher gelegenen Plateaus sowie Weiden und Wiesen in den Tallagen. Im Westen hat die Gemeinde einen Anteil am großen Waldgebiet Bois de Chalvraines. Zur Gemeinde Illoud zählen die Ortsteile La Fortelle und Beaucharmoi. Umgeben wird Illoud von den Nachbargemeinden Bourmont-entre-Meuse-et-Mouzon und Saint-Thiébault im Nordosten und Osten, Bourg-Sainte-Marie im Süden, Romain-sur-Meuse im Südwesten sowie Chalvraines im Westen.

## Ortsname
Zur Gemeindegründung 1793 hieß der Ort bereits Illoud; für eine kurze Zeit um 1801 Ilond-la-Fortelle. Seither gilt die bis heute gebräuchliche Schreibweise Illoud.

## Bevölkerungsentwicklung
| Jahr      | 1962 | 1968 | 1975 | 1982 | 1990 | 1999 | 2006 | 2014 | 2021 |
| Einwohner | 170  | 200  | 313  | 382  | 354  | 322  | 309  | 232  | 202  |

Im Jahr 1851 wurde mit 406 Bewohnern die bisher höchste Einwohnerzahl ermittelt. Die Zahlen basieren auf den Daten von cassini.ehess und INSEE.

## Sehenswürdigkeiten
- Kirche Saint-Martin
- zahlreiche Brunnen

Kirche St. Martin in Illoud
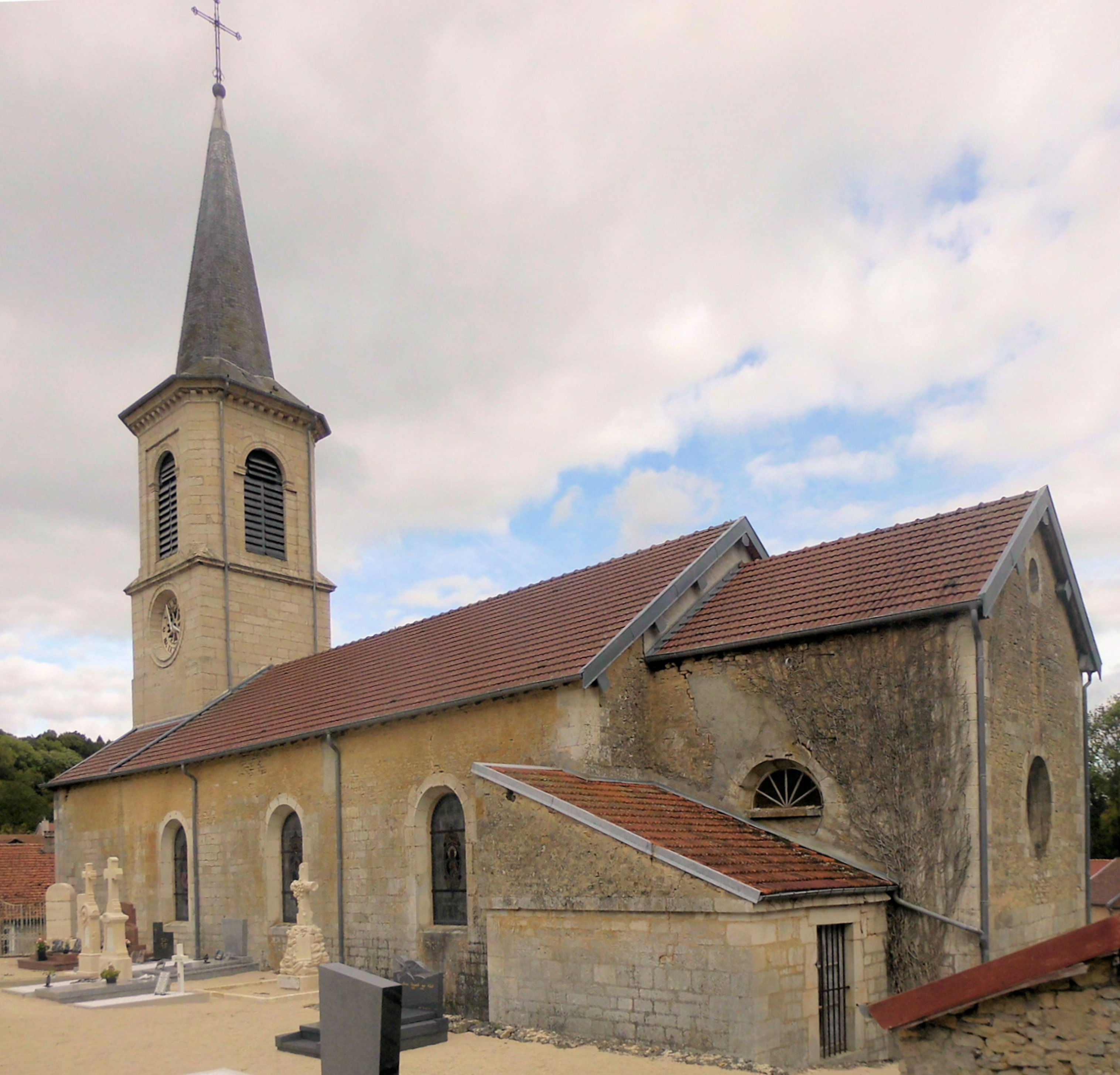
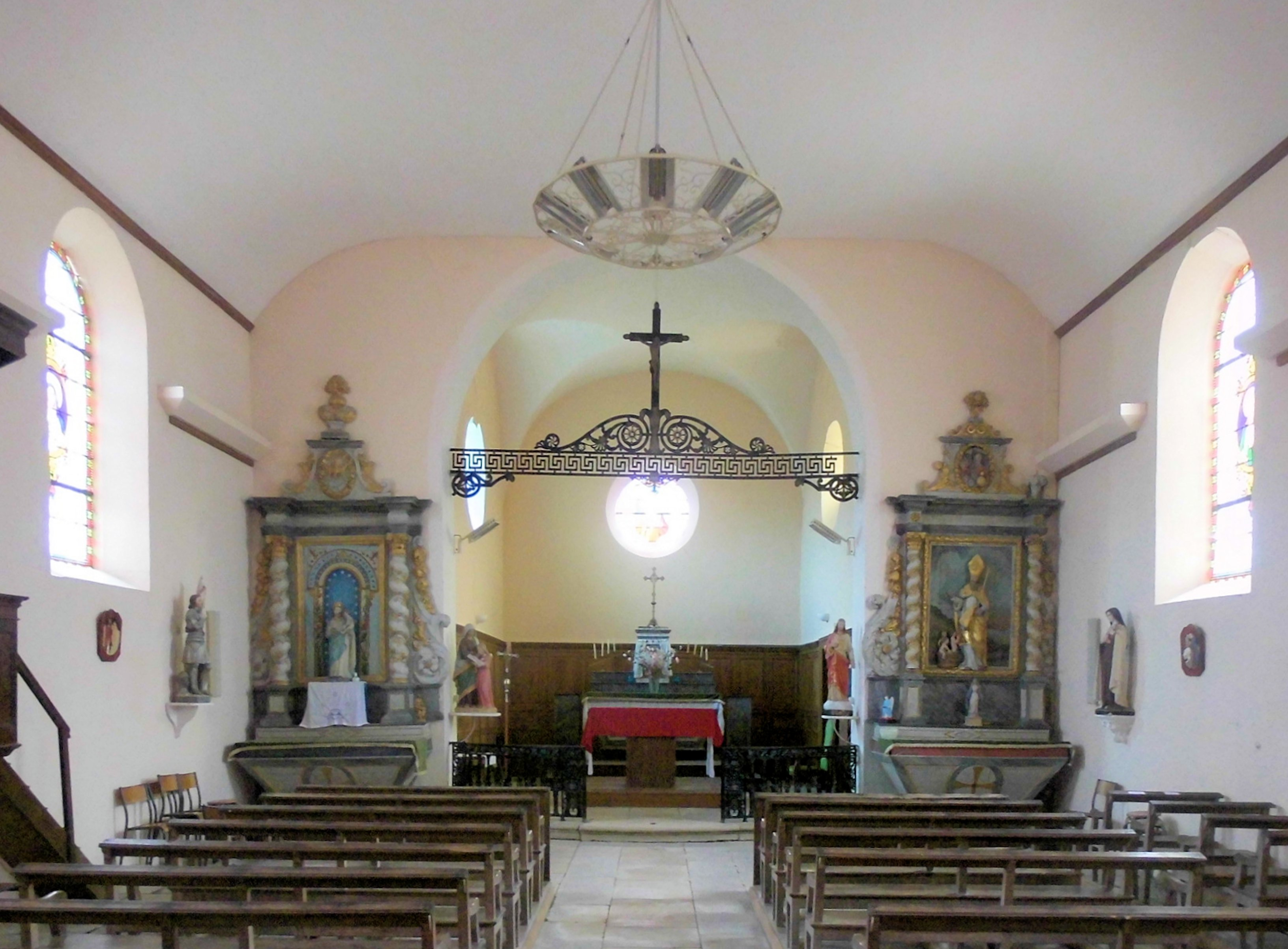

## Wirtschaft und Infrastruktur
Illoud ist landwirtschaftlich geprägt. In der Gemeinde sind fünf Landwirtschaftsbetriebe ansässig (Getreideanbau, Viehzucht).
In Illoud befindet sich eine der drei großen industriellen Käsereien (fromagerie) der Firma Savencia Fromage & Dairy (vormals Bongrain). Hier werden die Marken „Caprice des Dieux“ und "Geramont" hergestellt.

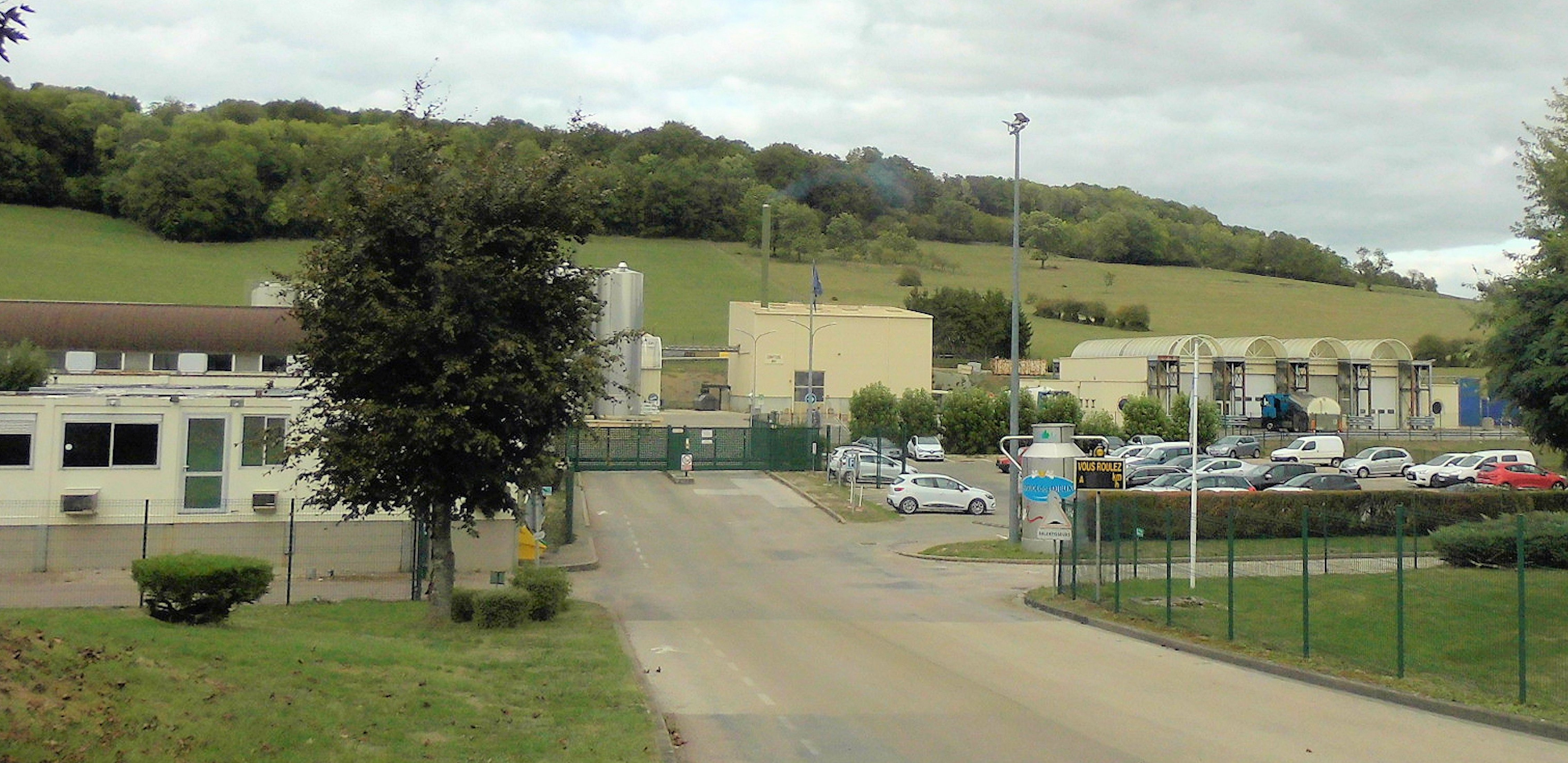
Käserei Savencia Fromage & Dairy, vormals Bongrain
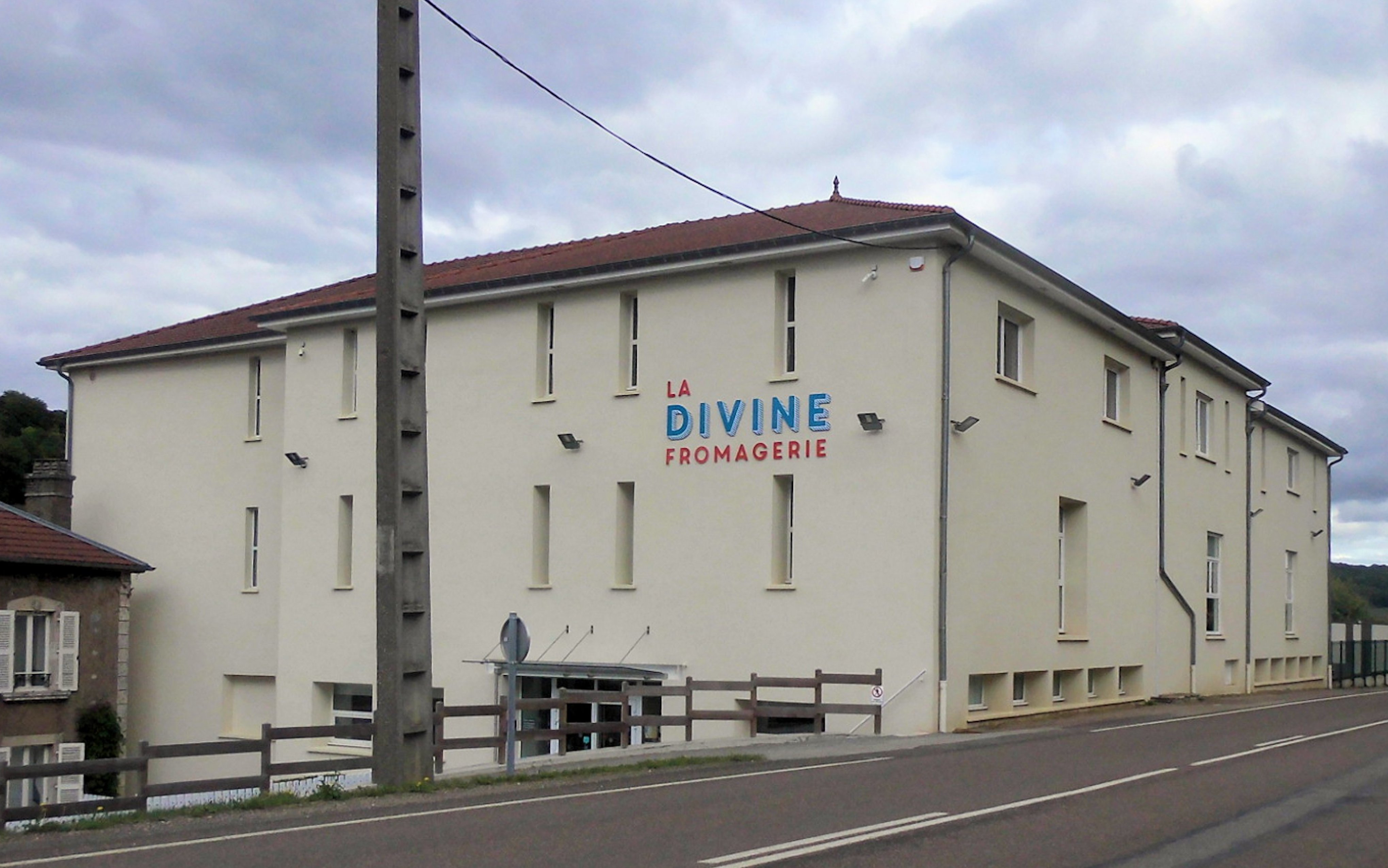
Käserei La Divine
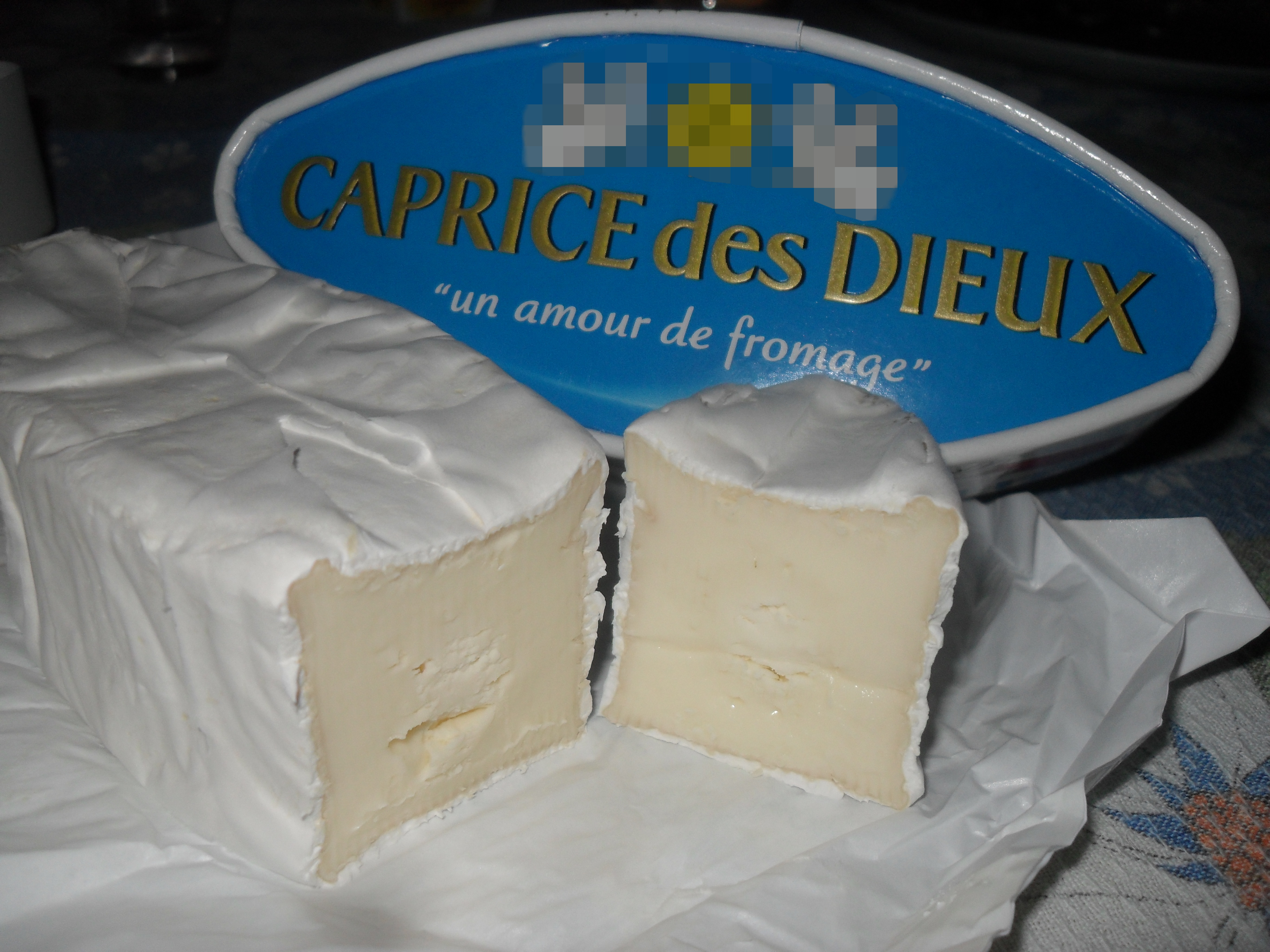
„Caprice des Dieux“

Durch Illoud führt die Départementsstraße D16 von Saint-Blin nach Saint-Thiébault im Maastal. 17 Kilometer südöstlich von Illoud besteht Anschluss an die Autoroute A31.

## Belege
1. 1 2  Illoud (Memento vom 28. Oktober 2018 im Internet Archive), auf cassini.ehess.fr (französisch)
2. ↑  Illoud auf INSEE
3. ↑  Landwirtschaftsbetriebe auf annuaire-mairie.fr (französisch)
4. ↑  Caprice des Dieux (französisch)